# Sandavágs kommuna
Sandavágs kommuna  is een voormalige gemeente op het eiland Vágar, op de Faeröer. De gemeente is op 1 januari 2009 opgeheven en samen met de aangrenzende Miðvágs kommuna opgegaan in de nieuwgevormde gemeente Vága kommuna. De gemeente omvatte alleen de plaats Sandavágur.